# Barbonne-Fayel
Barbonne-Fayel település Franciaországban, Marne megyében. Lakosainak száma 481 fő (2022. január 1.). Barbonne-Fayel Saudoy, Fontaine-Denis-Nuisy, Le Meix-Saint-Epoing, Queudes, Saint-Quentin-le-Verger és Villeneuve-Saint-Vistre-et-Villevotte községekkel határos.

## Népesség
A település népességének változása:
| Lakosok száma | 627  | 502  | 532  | 492  | 495  | 498  | 502  | 507  | 498  | 481  |
|               | 1968 | 1982 | 1990 | 2006 | 2013 | 2015 | 2017 | 2019 | 2020 | 2022 |